# Санта-Марія-да-Фейра (Бежа)
Санта-Марія-да-Фейра (порт. Santa Maria da Feira; МФА: [ˈsɐ̃.tɐ mɐ.ˈɾi.ɐ dɐ ˈfɐj.ɾɐ]) — парафія в Португалії, у муніципалітеті Бежа. Розташована в південній частині країни, на теренах історичної португальської провінції Алентежу. Входить до складу округу Бежа. За адміністративним поділом, чинним до 1976 року, терени парафії були складовою провінції Нижнє Алентежу. Належить до Безької діоцезії Католицької церкви. Патрон — Діва Марія. Площа — 16,0266 км². Населення — 4543 ос. (2011). Середньо урбанізований регіон. Густота населення — 283,47 осіб/км²
. Код — 020511.

## Населення
| Кількість мешканців | Кількість мешканців | Кількість мешканців | Кількість мешканців | Кількість мешканців | Кількість мешканців | Кількість мешканців | Кількість мешканців | Кількість мешканців | Кількість мешканців | Кількість мешканців | Кількість мешканців | Кількість мешканців | Кількість мешканців | Кількість мешканців |
| ------------------- | ------------------- | ------------------- | ------------------- | ------------------- | ------------------- | ------------------- | ------------------- | ------------------- | ------------------- | ------------------- | ------------------- | ------------------- | ------------------- | ------------------- |
| 1864                | 1878                | 1890                | 1900                | 1911                | 1920                | 1930                | 1940                | 1950                | 1960                | 1970                | 1981                | 1991                | 2001                | 2011                |
| 1 534               | 1 679               | 1 953               | 1 999               | 2 291               | 2 301               | 2 791               | 3 463               | 3 418               | 3 975               | 3 947               | 4 187               | 3 544               | 3 577               | 4 543               |